# Elizabeth Anne Weckes
Elizabeth Anne Weckes (* 15. April 1968 in Willich) ist eine deutsche Malerin.

## Leben und Werk
Weckes studierte Malerei an der Kunstakademie Münster in der Malklasse von Hermann-Josef Kuhna. 1992 wurde sie Meisterschülerin von Kuhna.
1995 schloss sie das Studium mit dem Akademiebrief und dem Staatsexamen ab.
Sie lebt und arbeitet in Frechen, wo sie ein Gemeinschaftsatelier mit dem Maler Matthias Brock betreibt.
Weckes ist Mitglied der Künstlergruppe RheinBrücke, der Darmstätter Sezession, des Vereins der Düsseldorfer Künstler, sowie des Künstlerverein Malkasten.
Elizabeth Weckes' Malweise ist gekennzeichnet durch eine stark analytische Zerlegung des Dargestellten. Sie „seziert und arrangiert, verfremdet Beobachtetes und lädt ihre Bildwelten so surreal auf.“

In Weckes' Gemälden "verbinden sich Realität und Fiktion".
"Es sind Landschaften, die tatsächliche Orte reflektieren oder auch als Bühne für Erinnerungen fungieren".  Trotz des prachtvollen Kolorits können die Landschaften "bisweilen dystopisch oder apokalyptisch wirken [...] – seltsam vertraut und doch unbekannt zugleich".

Lange waren Weckes' Bilder vollkommen menschenleer und beschränkten sich auf Motive aus der Tier- und Pflanzenwelt sowie architektonische Elemente, auf welche menschliche Gefühle sich allerdings projizieren ließen. In neueren Werkgruppen taucht der Mensch in Form von Spiegelungen oder Schatten auf und wird subtil in das aus zahlreichen Ebenen zusammengesetzte Bildgeschehen integriert.
Ihre Motive findet Weckes in der heimischen Landschaft, sowie auf zahlreichen Auslandsaufenthalten, zum Beispiel in Tasmanien und Australien, Paris, New York oder England.

## Einzelausstellungen (Auswahl)
- 1991 Galerie Scharrelmann, Dülmen[5][6]
- 1993 Galerie Pim de Rudder, Assenede, Belgien[5][6]
- 1995 Galerie Niepel, Düsseldorf[5]
- 1995 Kunstverein Dülmen[5]
- 1996 Art Annex Gallery, Albuquerque, USA[5][6]
- 1997 Städtische Galerie Schwingeler Hof, Wesseling[6]
- 2000 Rathaus Altenahr
- 2000 Galerie Toennissen, Köln[5][6]
- 2000 Galerie Axpoele Ruiselede, Belgien[6]
- 2002 Kunstverein Unna[7][5][6]
- 2003 Höllenhunde. Kulturspeicher Oldenburg[8][5][6]
- 2005 Moorlands Art Gallery, Leek, UK[6]
- 2006 Landeskulturzentrum Ursulinenhof, Linz, Österreich[6]
- 2006 Poimena Gallery, Launceston, Tasmanien, Australien[5][6]
- 2007 road to nowhere. Galerie Forum am Wasserturm Meerbusch[5][6]
- 2008 Kunstverein Oberhausen[5][6]
- 2009 Kunstverein Wesseling[5][6]
- 2010 Kunstverein Uelzen[9][6]
- 2010 LARQ Gallery, Queenstown, Tasmania, Australia[5][6]
- 2010 Städtische Galerie Haus Spiess, Erkelenz[6]
- 2012 Kunstverein Schwetzingen
- 2013 Kunstförderverein Schöningen
- 2014 Frühlingsboten. Stiftung Burg Kniphausen, Wilhelmshaven[10]
- 2015 Pioniere. Kunstverein Erlangen[11]
- 2017 Woldemar Winkler Stiftung, Gütersloh
- 2018: Elizabeth Weckes. Jäger und Sammler. Malerei. Foyer-Galerie im Opernhaus Halle, Hallescher Kunstverein, Halle[12]
- 2018: Elizabeth Weckes. Gardens of Paris. Atelier 202, Cité Internationale des Arts Paris[13]
- 2018 Kunstverein Eisenturm Mainz[14]
- 2019: Skygardens. Städtisches Museum Kalkar[15]
- 2021 Kunstverein Bad Aibling[16]
- 2022 In Licht und Wind. Geistliches und Kulturelles Zentrum Kloster Kamp[17]
- 2023 Galerie Alte Lateinschule, Illingen (Doppelausstellung mit Min Clara Kim)[18]
- 2024 Galerie Alte Lateinschule, Illingen (mit Jörg Munz)
- 2024 Im Kabinett. Koenraad Bosman Museum, Rees[19][20]

## Gruppenausstellungen und Kunstmessen (Auswahl)
- 1993 Museum am Ostwall, Dortmund[21]
- 1996 Kunsthalle Recklinghausen[21]
- 1997 Stadtmuseum Beckum[21]
- 1999, 2001, 2003, 2005, 2007, 2009, 2019 Darmstädter Sezession[21]
- 2000 Stadtmuseum Köln
- 2001 Museum Ratingen[21]
- 1995–2005 Große Kunstausstellung NRW, Kunstpalast Düsseldorf[21][22]
- 2010, 2023 Kunstverein Schwetzingen[23]
- 2012, 2013,[24] 2014,[25] 2015 Art.Fair, Köln
- 2021 Cubus Kunsthalle, Duisburg[26]
- 2025 Kunsthalle Düsseldorf[27]

## Auszeichnungen und Stipendien
- 1993 Preisträgerin des Max-Ernst-Stipendium
- 1997 Förderpreis der Großen Kunstausstellung NRW
- 2017 Förderpreis der Woldemar-Winkler-Stiftung (Woldemar-Winkler-Kunstpreis)[28]